# Beachvolleybal op de Olympische Zomerspelen 2016 (mannen)
Het beachvolleybaltoernooi voor mannen tijdens de Olympische Zomerspelen 2016 in Rio de Janeiro begon op 6 augustus en eindigde op 18 augustus 2016.
De 24 deelnemende teams waren verdeeld over zes groepen van vier, waarin een halve competitie werd gespeeld. Aan het einde van de groepsfase gingen de nummers één en twee elke groep door naar de achtste finales, aangevuld met de twee beste nummers drie. De vier slechtste nummers drie speelden een play-offwedstrijd voor een plaats in de achtste finales. Vanaf de achtste finales werd er gespeeld via het knock-outsysteem.

## Groepsfase

### Groep A
Stand
| # | Ploeg                  | Punten | Wedstrijden | Wedstrijden | Wedstrijden | Spelpunten | Spelpunten | Spelpunten | Sets | Sets | Sets  |
| # | Ploeg                  | Punten | G           | W           | V           | W          | V          | Ratio      | W    | V    | Ratio |
| - | ---------------------- | ------ | ----------- | ----------- | ----------- | ---------- | ---------- | ---------- | ---- | ---- | ----- |
| 1 | Carambula – Ranghieri  | 4      | 3           | 2           | 1           | 127        | 119        | 1.067      | 4    | 3    | 1.333 |
| 2 | Alison – Bruno Schmidt | 4      | 3           | 2           | 1           | 140        | 128        | 1.094      | 5    | 2    | 2.500 |
| 3 | Doppler – Horst        | 4      | 3           | 2           | 1           | 133        | 145        | 0.917      | 4    | 4    | 1.000 |
| 4 | Binstock – Schachter   | 0      | 3           | 0           | 3           | 137        | 145        | 0.945      | 2    | 6    | 0.333 |

Wedstrijden
alle tijden zijn Braziliaanse tijd (UTC −3:00)
| Datum       | Tijd  |                        | Score |                       | Set 1   | Set 2   | Set 3   |
| ----------- | ----- | ---------------------- | ----- | --------------------- | ------- | ------- | ------- |
| 6 augustus  | 10:00 | Carambula – Ranghieri  | 2 – 0 | Doppler – Horst       | 21 – 14 | 21 – 13 |         |
| 6 augustus  | 11:00 | Alison – Bruno Schmidt | 2 – 0 | Binstock – Schachter  | 21 – 19 | 22 – 20 |         |
| 8 augustus  | 15:30 | Alison – Bruno Schmidt | 1 – 2 | Doppler – Horst       | 21 – 23 | 21 – 16 | 13 – 15 |
| 8 augustus  | 21:00 | Carambula – Ranghieri  | 2 – 1 | Binstock – Schachter  | 21 – 18 | 14 – 21 | 15 – 11 |
| 10 augustus | 15:30 | Alison – Bruno Schmidt | 2 – 0 | Carambula – Ranghieri | 21 – 19 | 21 – 16 |         |
| 10 augustus | 24:00 | Doppler – Horst        | 2 – 1 | Binstock – Schachter  | 21 – 19 | 16 – 21 | 15 – 8  |

### Groep B
Stand
| # | Ploeg                | Punten | Wedstrijden | Wedstrijden | Wedstrijden | Spelpunten | Spelpunten | Spelpunten | Sets | Sets | Sets  |
| # | Ploeg                | Punten | G           | W           | V           | W          | V          | Ratio      | W    | V    | Ratio |
| - | -------------------- | ------ | ----------- | ----------- | ----------- | ---------- | ---------- | ---------- | ---- | ---- | ----- |
| 1 | Brouwer – Meeuwsen   | 6      | 3           | 3           | 0           | 138        | 121        | 1.140      | 6    | 1    | 6.000 |
| 2 | Barsoek – Ljamin     | 3      | 3           | 2           | 1           | 113        | 194        | 0.582      | 4    | 2    | 2.000 |
| 3 | Kantor – Łosiak      | 3      | 3           | 1           | 2           | 113        | 116        | 0.974      | 2    | 4    | 0.500 |
| 4 | Böckermann – Flüggen | 0      | 3           | 0           | 0           | 117        | 140        | 0.836      | 1    | 6    | 0.167 |

Wedstrijden
alle tijden zijn Braziliaanse tijd (UTC −3:00)
| Datum       | Tijd  |                      | Score |                      | Set 1   | Set 2   | Set 3   |
| ----------- | ----- | -------------------- | ----- | -------------------- | ------- | ------- | ------- |
| 6 augustus  | 17:30 | Brouwer – Meeuwsen   | 2 – 0 | Barsoek – Ljamin     | 21 – 15 | 21 – 14 |         |
| 6 augustus  | 21:00 | Kantor – Łosiak      | 2 – 0 | Böckermann – Flüggen | 21 – 11 | 23 – 21 |         |
| 8 augustus  | 12:00 | Kantor – Łosiak      | 0 – 2 | Barsoek – Ljamin     | 14 – 21 | 17 – 21 |         |
| 8 augustus  | 18:30 | Brouwer – Meeuwsen   | 2 – 1 | Böckermann – Flüggen | 21 – 19 | 17 – 21 | 16 – 14 |
| 10 augustus | 16:30 | Brouwer – Meeuwsen   | 2 – 0 | Kantor – Łosiak      | 21 – 19 | 21 – 19 |         |
| 10 augustus | 23:00 | Böckermann – Flüggen | 0 – 2 | Barsoek – Ljamin     | 14 – 21 | 17 – 21 |         |

### Groep C
Stand
| # | Ploeg               | Punten | Wedstrijden | Wedstrijden | Wedstrijden | Spelpunten | Spelpunten | Spelpunten | Sets | Sets | Sets  |
| # | Ploeg               | Punten | G           | W           | V           | W          | V          | Ratio      | W    | V    | Ratio |
| - | ------------------- | ------ | ----------- | ----------- | ----------- | ---------- | ---------- | ---------- | ---- | ---- | ----- |
| 1 | Dalhausser – Lucena | 6      | 3           | 3           | 0           | 146        | 107        | 1.364      | 6    | 1    | 6.000 |
| 2 | Ontiveros – Virgen  | 4      | 3           | 2           | 1           | 123        | 108        | 1.139      | 4    | 3    | 1.333 |
| 3 | Lupo – Nicolai      | 2      | 3           | 1           | 2           | 144        | 142        | 1.014      | 4    | 4    | 1.000 |
| 4 | Belhaj – Naceur     | 0      | 3           | 0           | 3           | 70         | 126        | 0.556      | 0    | 6    | 0.000 |

Wedstrijden
alle tijden zijn Braziliaanse tijd (UTC −3:00)
| Datum       | Tijd  |                     | Score |                    | Set 1   | Set 2   | Set 3   |
| ----------- | ----- | ------------------- | ----- | ------------------ | ------- | ------- | ------- |
| 7 augustus  | 12:00 | Lupo – Nicolai      | 1 – 2 | Ontiveros – Virgen | 21 – 14 | 14 – 21 | 11 – 15 |
| 7 augustus  | 16:30 | Dalhausser – Lucena | 2 – 0 | Belhaj – Naceur    | 21 – 7  | 21 – 13 |         |
| 9 augustus  | 11:00 | Lupo – Nicolai      | 2 – 0 | Ontiveros – Virgen | 21 – 14 | 21 – 17 |         |
| 9 augustus  | 22:00 | Dalhausser – Lucena | 2 – 0 | Belhaj – Naceur    | 21 – 17 | 21 – 13 |         |
| 11 augustus | 16:30 | Dalhausser – Lucena | 2 – 1 | Lupo – Nicolai     | 21 – 13 | 17 – 21 | 24 – 22 |
| 11 augustus | 16:30 | Ontiveros – Virgen  | 2 – 0 | Belhaj – Naceur    | 21 – 10 | 21 – 10 |         |

### Groep D
Stand
| # | Ploeg                   | Punten | Wedstrijden | Wedstrijden | Wedstrijden | Spelpunten | Spelpunten | Spelpunten | Sets | Sets | Sets  |
| # | Ploeg                   | Punten | G           | W           | V           | W          | V          | Ratio      | W    | V    | Ratio |
| - | ----------------------- | ------ | ----------- | ----------- | ----------- | ---------- | ---------- | ---------- | ---- | ---- | ----- |
| 1 | Díaz – González         | 6      | 3           | 3           | 0           | 159        | 142        | 1.120      | 6    | 2    | 3.000 |
| 2 | Evandro – Pedro Solberg | 2      | 3           | 1           | 2           | 157        | 159        | 0.987      | 4    | 5    | 0.800 |
| 3 | Saxton – Schalk         | 3      | 3           | 1           | 2           | 138        | 149        | 0.926      | 3    | 5    | 0.600 |
| 4 | Samoilovs – Šmēdiņš     | 3      | 3           | 1           | 2           | 150        | 164        | 0.915      | 4    | 5    | 0.800 |

Wedstrijden
alle tijden zijn Braziliaanse tijd (UTC −3:00)
| Datum       | Tijd  |                         | Score |                     | Set 1   | Set 2   | Set 3   |
| ----------- | ----- | ----------------------- | ----- | ------------------- | ------- | ------- | ------- |
| 7 augustus  | 17:30 | Evandro – Pedro Solberg | 1 – 2 | Díaz – González     | 22 – 24 | 23 – 21 | 13 – 15 |
| 7 augustus  | 24:00 | Samoilovs – Šmēdiņš     | 2 – 1 | Saxton – Schalk     | 21 – 17 | 18 – 21 | 15 – 13 |
| 9 augustus  | 10:00 | Evandro – Pedro Solberg | 1 – 2 | Saxton – Schalk     | 21 – 17 | 18 – 21 | 14 – 16 |
| 9 augustus  | 15:30 | Samoilovs – Šmēdiņš     | 1 – 2 | Díaz – González     | 21 – 23 | 21 – 19 | 9 – 15  |
| 11 augustus | 11:00 | Saxton – Schalk         | 0 – 2 | Díaz – González     | 15 – 21 | 18 – 21 |         |
| 11 augustus | 17:30 | Evandro – Pedro Solberg | 2 – 1 | Samoilovs – Šmēdiņš | 21 – 16 | 20 – 22 | 15 – 7  |

### Groep E
Stand
| # | Ploeg                   | Punten | Wedstrijden | Wedstrijden | Wedstrijden | Spelpunten | Spelpunten | Spelpunten | Sets | Sets | Sets  |
| # | Ploeg                   | Punten | G           | W           | V           | W          | V          | Ratio      | W    | V    | Ratio |
| - | ----------------------- | ------ | ----------- | ----------- | ----------- | ---------- | ---------- | ---------- | ---- | ---- | ----- |
| 1 | Krasilnikov – Semjonov  | 6      | 3           | 3           | 0           | 134        | 103        | 1.301      | 6    | 1    | 6.000 |
| 2 | Nummerdor – Varenhorst  | 4      | 3           | 2           | 1           | 142        | 126        | 1.127      | 5    | 3    | 1.667 |
| 3 | Fijałek – Prudel        | 2      | 3           | 1           | 2           | 126        | 140        | 0.900      | 3    | 5    | 0.600 |
| 4 | Grimalt E. – Grimalt M. | 0      | 3           | 0           | 3           | 103        | 136        | 0.757      | 1    | 6    | 0.167 |

Wedstrijden
alle tijden zijn Braziliaanse tijd (UTC −3:00)
| Datum       | Tijd  |                        | Score |                         | Set 1   | Set 2   | Set 3  |
| ----------- | ----- | ---------------------- | ----- | ----------------------- | ------- | ------- | ------ |
| 7 augustus  | 13:00 | Nummerdor – Varenhorst | 2 – 0 | Grimalt E. – Grimalt M. | 21 – 16 | 21 – 13 |        |
| 7 augustus  | 23:00 | Krasilnikov – Semjonov | 2 – 0 | Fijałek – Prudel        | 21 – 14 | 21 – 13 |        |
| 9 augustus  | 17:30 | Nummerdor – Varenhorst | 2 – 1 | Fijałek – Prudel        | 21 – 17 | 19 – 21 | 15 – 9 |
| 9 augustus  | 23:00 | Krasilnikov – Semjonov | 2 – 0 | Grimalt E. – Grimalt M. | 21 – 17 | 21 – 14 |        |
| 11 augustus | 12:00 | Fijałek – Prudel       | 2 – 1 | Grimalt E. – Grimalt M. | 21 – 13 | 16 – 21 | 15 – 9 |
| 11 augustus | 13:00 | Nummerdor – Varenhorst | 1 – 2 | Krasilnikov – Semjonov  | 15 – 21 | 21 – 14 | 9 – 15 |

### Groep F
Stand
| # | Ploeg              | Punten | Wedstrijden | Wedstrijden | Wedstrijden | Spelpunten | Spelpunten | Spelpunten | Sets | Sets | Sets  |
| # | Ploeg              | Punten | G           | W           | V           | W          | V          | Ratio      | W    | V    | Ratio |
| - | ------------------ | ------ | ----------- | ----------- | ----------- | ---------- | ---------- | ---------- | ---- | ---- | ----- |
| 1 | Gavira – Herrera   | 4      | 3           | 2           | 1           | 153        | 147        | 1.041      | 5    | 4    | 1.250 |
| 2 | Cherif – Jefferson | 4      | 3           | 2           | 1           | 135        | 145        | 0.931      | 4    | 4    | 1.000 |
| 3 | Huber – Seidl      | 2      | 3           | 1           | 2           | 145        | 140        | 1.036      | 4    | 4    | 1.000 |
| 4 | Gibb – Patterson   | 2      | 3           | 1           | 2           | 125        | 126        | 0.992      | 3    | 4    | 0.750 |

Wedstrijden
alle tijden zijn Braziliaanse tijd (UTC −3:00)
| Datum       | Tijd  |                  | Score |                    | Set 1   | Set 2   | Set 3   |
| ----------- | ----- | ---------------- | ----- | ------------------ | ------- | ------- | ------- |
| 6 augustus  | 16:30 | Gibb – Patterson | 2 – 0 | Cherif – Jefferson | 21 – 16 | 21 – 16 |         |
| 6 augustus  | 22:00 | Gavira – Herrera | 2 – 1 | Huber – Seidl      | 14 – 21 | 21 – 17 | 15 – 13 |
| 8 augustus  | 13:00 | Gavira – Herrera | 1 – 2 | Cherif – Jefferson | 21 – 13 | 18 – 21 | 12 – 15 |
| 8 augustus  | 16:30 | Gibb – Patterson | 0 – 2 | Huber – Seidl      | 18 – 21 | 18 – 21 |         |
| 10 augustus | 11:00 | Gibb – Patterson | 1 – 2 | Gavira – Herrera   | 19 – 21 | 21 – 16 | 7 – 15  |
| 10 augustus | 12:00 | Huber – Seidl    | 1 – 2 | Cherif – Jefferson | 21 – 18 | 19 – 21 | 12 – 15 |

### Lucky losers
Stand
| # | Ploeg            | Punten | Wedstrijden | Wedstrijden | Wedstrijden | Spelpunten | Spelpunten | Spelpunten | Sets | Sets | Sets  |
| # | Ploeg            | Punten | G           | W           | V           | W          | V          | Ratio      | W    | V    | Ratio |
| - | ---------------- | ------ | ----------- | ----------- | ----------- | ---------- | ---------- | ---------- | ---- | ---- | ----- |
| 1 | Doppler – Horst  | 4      | 3           | 2           | 1           | 133        | 145        | 0.917      | 4    | 4    | 1.000 |
| 2 | Huber – Seidl    | 2      | 3           | 1           | 2           | 145        | 140        | 1.036      | 4    | 4    | 1.000 |
| 3 | Lupo – Nicolai   | 2      | 3           | 1           | 2           | 144        | 142        | 1.014      | 4    | 4    | 1.000 |
| 4 | Saxton – Schalk  | 3      | 3           | 1           | 2           | 138        | 149        | 0.926      | 3    | 5    | 0.600 |
| 5 | Fijałek – Prudel | 2      | 3           | 1           | 2           | 126        | 140        | 0.900      | 3    | 5    | 0.600 |
| 6 | Kantor – Łosiak  | 3      | 3           | 1           | 2           | 113        | 116        | 0.974      | 2    | 4    | 0.500 |

Wedstrijden
alle tijden zijn Braziliaanse tijd (UTC −3:00)
| Datum       | Tijd  |                 | Score |                  | Set 1   | Set 2   | Set 3   |
| ----------- | ----- | --------------- | ----- | ---------------- | ------- | ------- | ------- |
| 11 augustus | 23:00 | Lupo – Nicolai  | 2 – 1 | Kantor – Łosiak  | 21 – 12 | 15 – 21 | 15 – 13 |
| 11 augustus | 24:00 | Saxton – Schalk | 2 – 0 | Fijałek – Prudel | 21 – 19 | 21 – 18 |         |

## Knock-outfase
| Achtste finale | Achtste finale          | Achtste finale | Achtste finale | Achtste finale |  |  | Kwartfinale            | Kwartfinale            | Kwartfinale | Kwartfinale | Kwartfinale |  |  | Halve finale | Halve finale           | Halve finale | Halve finale | Halve finale |  |                      | Finale                 | Finale                 | Finale               | Finale               | Finale |
|                |                         |                |                |                |  |  |                        |                        |             |             |             |  |  |              |                        |              |              |              |  |                      |                        |                        |                      |                      |        |
|                | Carambula – Ranghieri   | 12             | 21             |                |  |  |                        |                        |             |             |             |  |  |              |                        |              |              |              |  |                      |                        |                        |                      |                      |        |
|                | Lupo – Nicolai          | 21             | 23             |                |  |  |                        | Lupo – Nicolai         | 21          | 20          | 15          |  |  |              |                        |              |              |              |  |                      |                        |                        |                      |                      |        |
|                | Evandro – Pedro Solberg | 21             | 14             | 10             |  |  | Barsoek – Ljamin       | 18                     | 22          | 11          |             |  |  |              |                        |              |              |              |  |                      |                        |                        |                      |                      |        |
|                | Barsoek – Ljamin        | 16             | 21             | 15             |  |  |                        |                        |             |             |             |  |  |              | Lupo – Nicolai         | 15           | 21           | 15           |  |                      |                        |                        |                      |                      |        |
|                | Krasilnikov – Semjonov  | 21             | 21             |                |  |  |                        |                        |             |             |             |  |  |              | Krasilnikov – Semjonov | 21           | 16           | 13           |  |                      |                        |                        |                      |                      |        |
|                | Cherif – Jefferson      | 13             | 13             |                |  |  |                        | Krasilnikov – Semjonov | 22          | 22          | 18          |  |  |              |                        |              |              |              |  |                      |                        |                        |                      |                      |        |
|                | Doppler – Horst         | 17             | 14             |                |  |  | Díaz – González        | 20                     | 24          | 16          |             |  |  |              |                        |              |              |              |  |                      |                        |                        |                      |                      |        |
|                | Díaz – González         | 21             | 21             |                |  |  |                        |                        |             |             |             |  |  |              |                        |              |              |              |  |                      |                        | Lupo – Nicolai         | 19                   | 17                   |        |
|                | Dalhausser – Lucena     | 21             | 21             |                |  |  |                        |                        |             |             |             |  |  |              |                        |              |              |              |  |                      |                        | Alison – Bruno Schmidt | 21                   | 21                   |        |
|                | Huber – Seidl           | 14             | 15             |                |  |  |                        | Dalhausser – Lucena    | 14          | 21          | 9           |  |  |              |                        |              |              |              |  |                      |                        |                        |                      |                      |        |
|                | Alison – Bruno Schmidt  | 24             | 21             |                |  |  | Alison – Bruno Schmidt | 21                     | 12          | 15          |             |  |  |              |                        |              |              |              |  |                      |                        |                        |                      |                      |        |
|                | Gavira – Herrera        | 22             | 13             |                |  |  |                        |                        |             |             |             |  |  |              | Alison – Bruno Schmidt | 21           | 21           | 16           |  |                      |                        |                        |                      |                      |        |
|                | Ontiveros – Virgen      | 18             | 15             |                |  |  |                        |                        |             |             |             |  |  |              | Brouwer – Meeuwsen     | 17           | 23           | 14           |  |                      |                        |                        |                      |                      |        |
|                | Nummerdor – Varenhorst  | 21             | 21             |                |  |  |                        | Nummerdor – Varenhorst | 23          | 17          |             |  |  |              |                        |              |              |              |  | Wedstrijd voor brons | Wedstrijd voor brons   | Wedstrijd voor brons   | Wedstrijd voor brons | Wedstrijd voor brons |        |
|                | Saxton – Schalk         | 12             | 15             |                |  |  | Brouwer – Meeuwsen     | 25                     | 21          |             |             |  |  |              |                        |              |              |              |  |                      | Krasilnikov – Semjonov | 21                     | 20                   |                      |        |
|                | Brouwer – Meeuwsen      | 21             | 21             |                |  |  |                        |                        |             |             |             |  |  |              |                        |              |              |              |  |                      |                        | Brouwer – Meeuwsen     | 23                   | 22                   |        |